# Marit Nybakk

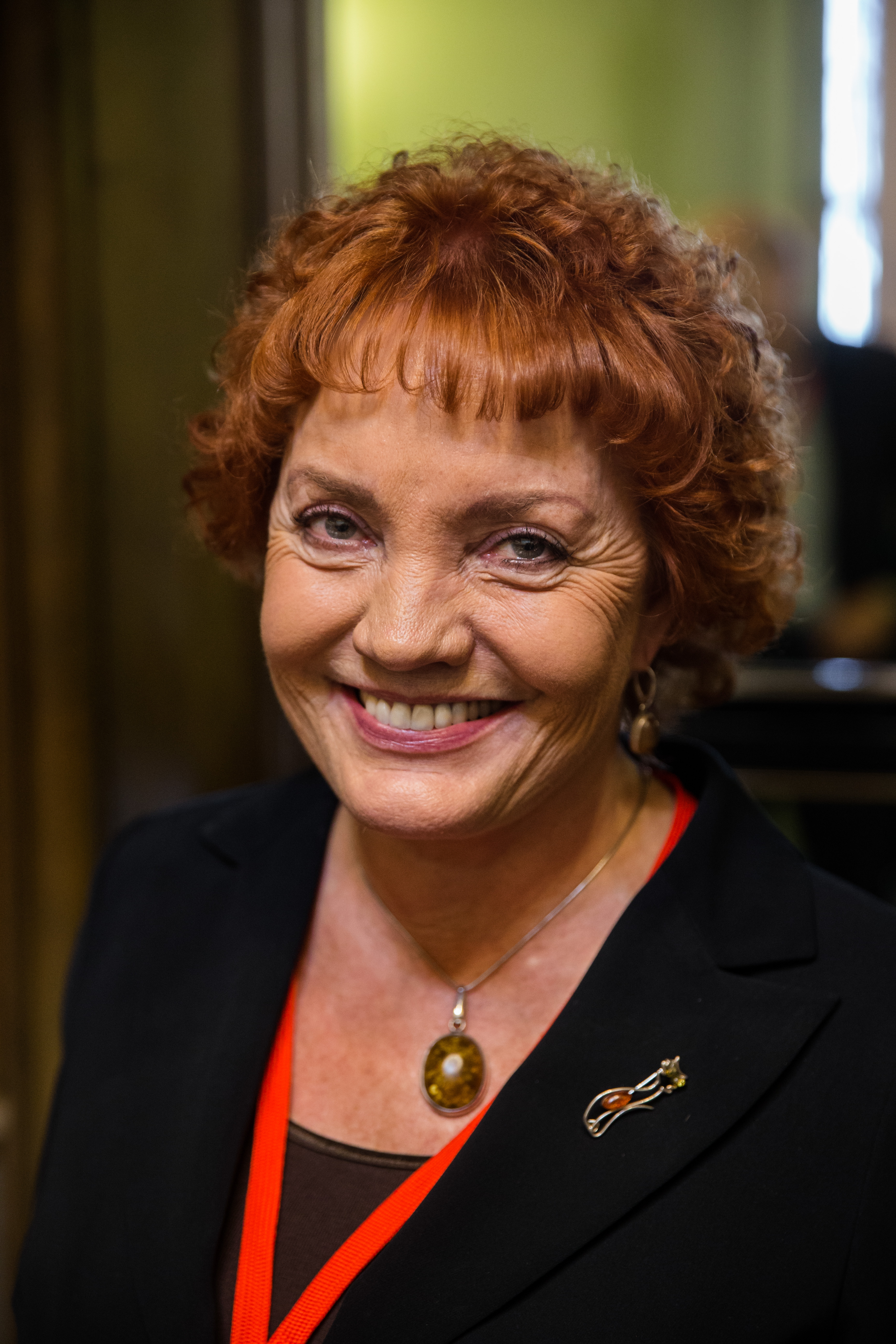
Marit Nybakk

Marit Nybakk (Nord-Odal, 14 februari 1969) is een Noorse politica en lid van de Arbeiderspartij. Ze is de eerste vicevoorzitter van het Noorse parlement, de Storting. Ze was voorzitter van de Noordse Raad in 2013. Ze werd lid van het parlement in 1986, en is momenteel de langst zittende lid van het parlement.
Nybakk is vooral gericht op het buitenlands en veiligheidsbeleid, en was voorzitter van het Comité voor Defensie tussen 2001 en 2005. Ze werd voorzitter van de socialistische parlementaire fractie in de Parlementaire Assemblee van de NAVO in 2009. Sinds 2016 is zij voorzitter van de Noorse Vereniging voor de rechten van de vrouw.
- Virtual International Authority File: 179149066344265600285